# Flandernbucht
Die Flandernbucht (französisch Baie de Flandres, englisch Flandres Bay, in Argentinien [sic!] Bahía Flandes, Chile Bahía Flandres) ist eine große Bucht zwischen dem Kap Renard und dem Kap Willems an der Danco-Küste des Grahamlands auf der Antarktischen Halbinsel. Ihre Uferlinie besteht aus zahlreichen Nebenbuchten. Dies sind im Uhrzeigersinn der Briand-Fjord, die Bahía Wilson, die Bahía Pelletan, die Bolsón Cove, der Étienne-Fjord, die Thomson Cove, die Lauzanne Cove, die Hyatt Cove, die Azure Cove, die Cangrejo Cove und die Hidden Bay. Vor ihrer Mündung stoßen die Nimrod-Passage, die Bismarck-Straße und die Gerlache-Straße aufeinander.
Erkundet wurde sie im Jahr 1898 bei der Belgica-Expedition (1897–1899) unter der Leitung des belgischen Polarforschers Adrien de Gerlache de Gomery, der sie vermutlich nach der Grafschaft Flandern benannte.